# James Wyatt

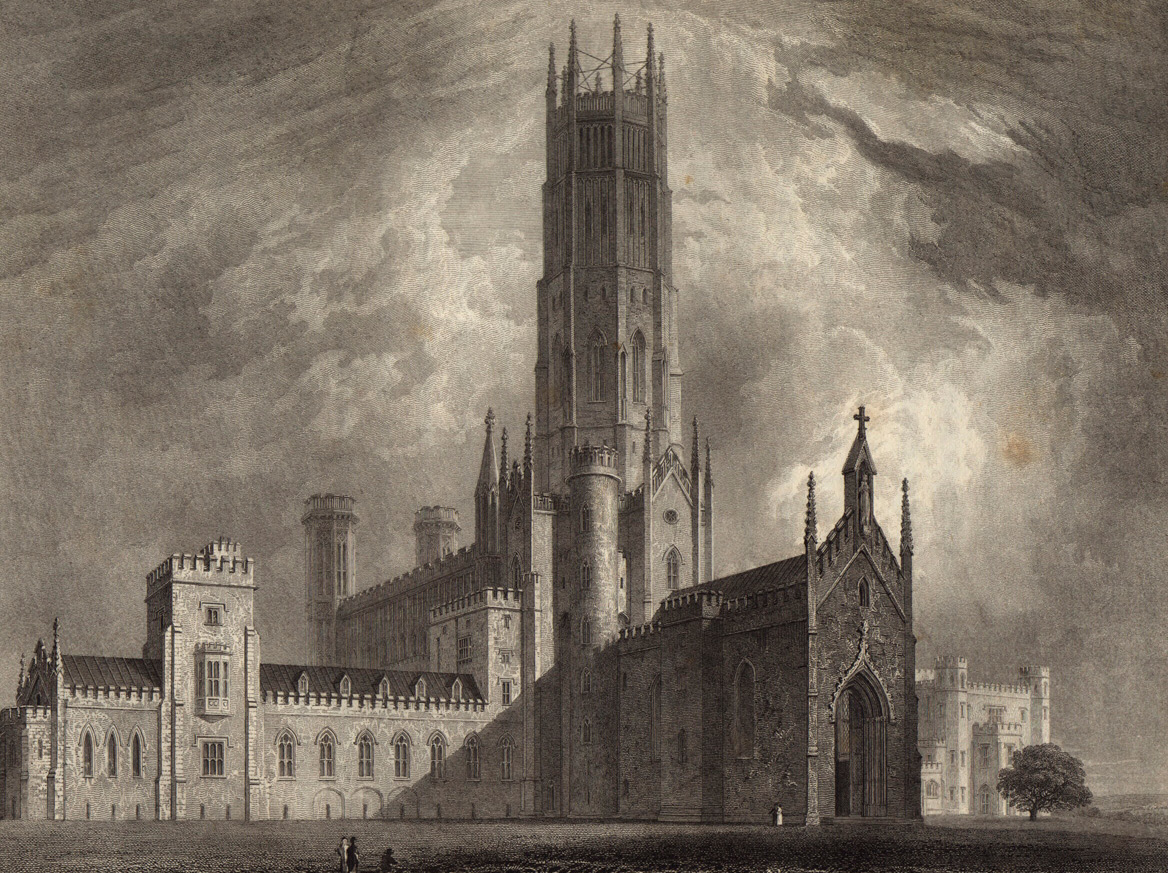
Fonthill Abbey zaprojektowany przez Jamesa Wyatta dla Williama Beckforda

James Wyatt (ur. 3 sierpnia 1746 w Weeford, zm. 4 września 1813 w Marlborough) – angielski architekt.

## Życiorys
Projektował w stylu neoklasycystycznym. Projektował m.in. wnętrza dworu Fawley Court w hrabstwie Buckinghamshire, w którego salach przez ponad pół wieku, do 2009 roku, mieściły się polskie Muzeum i Biblioteka im. O. Józefa Jarzębowskigo, kiedy to zostały doszczętnie rozparcelowane przez księży Marianów.
Przez swoje zbyt entuzjastyczne renowacje średniowiecznych katedr zyskał przydomek „Niszczyciel”.